# 马德雷山号登陆舰
美国海军821号坦克登陆舰（USS LST-821），后更名为美国海军哈尼特县号坦克登陆舰（USS Harnett County (LST-821)），美国海军哈尼特县号鱼雷快艇搭载舰（USS Harnett County (AGP-821)），越南共和国海军美湫号战舰（My Tho HQ-800），最终更名为菲律宾海军马德雷山号登陆舰（LT 57 Sierra Madre ），是一艘美国海军于第二次世界大战期间建造的542型坦克登陆舰。该艘战舰以美国北卡罗来纳州的哈尼特县命名，是美国海军唯一以此命名的战舰。它在第二次世界大战及越南战争时期服役于美国海军，之后移交给越南共和国，入役越南共和国海军，并更名为美湫号（舷号HQ-800）。
越南战争结束之后，哈尼特县号登陸舰移交菲律宾海军，并再次更名为马德雷山号登陆舰（舷号LT-57）。1999年5月9日，菲律宾政府将马德雷山号登陆舰拖往南中国海，故意搁浅坐滩在南沙群岛的仁爱礁，并派驻海军陆战队队员驻守，使得这里成为菲律宾在与中国等国家存在的南沙群岛主权争议的前哨站。

## 美国海军服役历史
美国海军821号坦克登陆舰由老休·罗伯森夫人（Mrs. Hugh Robertson, Sr）赞助，于1944年9月19日在印第安纳州的埃文斯维尔铺设龙骨，由密苏里峡谷桥梁钢铁公司（the Missouri Valley Bridge & Iron Company）承建，1944年10月27日下水，同年11月14日开始服役，美國海軍預備役的C·J·鲁丁上尉（C. J. Rudine）为该舰首任指挥官。
二战期间，821号坦克登陆舰奉派至亚洲-太平洋战区，在1945年4月至6月间参与了进攻并占领冲绳岛的战斗，战后它在远东地区继续执行相关任务至1945年12月初。821号坦克登陆舰于1946年3月返回美国本土，随后退出现役，编入美国海军后备队。1955年7月1日，821号坦克登陆舰获得了重新的命名，使用美国境内的县名命名为哈尼特县号坦克登陆舰，舷号LST-821。
1966年8月20日，哈尼特县号坦克登陆舰重新入役，参与越南战争的相关运输工作。在这期间，主要参与了以下行动：
- 第二阶段越南攻势（1967年1月12日至5月31日）
- 第三阶段越南攻势（1967年6月1日至7月12日、1967年8月17日至1968年1月29日）
- 联合进攻任务（1968年1月30日至2月27日）
- 第四阶段越南攻势（1968年4月9日至6月30日）
- 第五阶段越南攻势（1968年7月1日至11月1日）
- 第六阶段越南攻势（1968年11月2日至11月4日、1968年12月8日至1969年2月22日）
- 1969年联合进攻任务（1969年2月23日至5月7日）
- 1969年夏秋季越南任务（1969年8月4日至8月31日）
- 1970年越南冬春任务（1969年11月1日至1970年1月22日、1970年2月17日至4月30日）
- 教堂联合进攻任务（1970年5月1日至6月30日）
- 第七阶段越南攻势（1970年7月1日至7月21日）

在1970年春季，哈尼特县号坦克登陆舰改编为鱼雷快艇搭载舰，舰名及舷号不变（AGP-821）。此后1970年10月12日，在关岛退役。
服役期间，821舰共获得1枚二战战役之星勋章， 9枚战役之星勋章（二战后），2次美国总统部队嘉许奖和3次越南战争海军部队嘉奖。

## 南越海军和菲律宾海军服役历史
1970年10月12日，根据美国与南越签署的安全援助计划项目，美国将哈尼特县号鱼雷快艇搭载舰移交给南越海军。南越方面将该舰以前江省美湫市的名字，重新命名为美湫号战舰（RVNS My Tho），舷号改为HQ-800。1975年春，北越越南人民军迅速袭卷南越的中北部地区，4月30日即攻下西贡。南越海军执行船舰撤离计划，包括美湫号战舰在内，共计35艘舰艇和民间船只，载运了3万名水兵，外加海军人员眷属和其他难民，通过南中国海，驶往菲律宾苏比克湾。
1976年4月5日，美湫号战舰入役菲律宾海军，被以位于菲律宾吕宋岛中部的山脉马德雷山，更名为马德雷山号登陆舰（BRP Sierra Madre）， 舷号改为LT-57。1999年，菲律宾政府为了其领土主张，将马德雷山号登陆舰拖往南中国海，搁浅坐滩在南沙群岛的仁爱礁，使之成为菲律宾在与中国等国家存在的南沙群岛主权争议的前哨，形成了菲律宾对仁爱礁的实际控制。2013年，纽约时报报道了菲律宾驻守马德雷山号的海军陆战队队员的舰上生活，马德雷山号成为南中国海地缘政治的一个典型平台。由于马德雷山号搁浅后不可能再次起航，它在南沙群岛主权争议中作为前哨站的作用已经越来越得到各方重视。虽然菲律宾海军已经于2000年将马德雷山号登陆舰除籍，但是时至今日它还未正式退役，仍然属于现役菲律宾海军军舰。2014年3月11日，菲律宾政府向中国驻马尼拉临时代办提交外交抗议，指责中国海警在3月9日阻止菲律宾两艘民用船只向坐滩仁爱礁的马德雷山号军舰提供人员换防和物资补给。这是中国第一次阻止菲律宾对马德雷山号进行补给。3月13日，菲律宾利用小型飞机对驻守马德雷山号的海军陆战队员进行了空中补给。2014年4月1日，菲律宾冲破中国海警和民用船只封锁，再次对马德雷山号提供人员换防和物资补给，并邀请外国记者随船同行。2014年9月，菲律宾为遭到中国海警围困的11名驻守该舰的海军陆战队员空投了补给物资，英国广播公司记者傅東飛登上马德雷山号采访，马德雷山号此时已经被严重腐蚀破败不堪，船侧布满大小孔洞，海浪可以轻易飞溅进入船舱，随时有解体的危险。
2015年7月，菲律宾海军发言人埃德加多·阿雷法罗中校（Colonel Edgardo Arevalo）说，他们正在加固马德雷山号，以保证舰上最基本的生存条件。
2023年8月，中国海警在仁爱礁附近向菲律宾补给船队发射水炮后，中国外交部指责菲律宾方面24年来从未履行拖走马德雷山号的承诺，还试图进行大规模维修加固，以“实现对仁爱礁的永久占领”。菲律宾总统小费迪南德·马科斯向媒体表示菲律宾从未承诺过移走马德雷山号，“如果有这样的协议，现在就将其废除”。

## 图片集

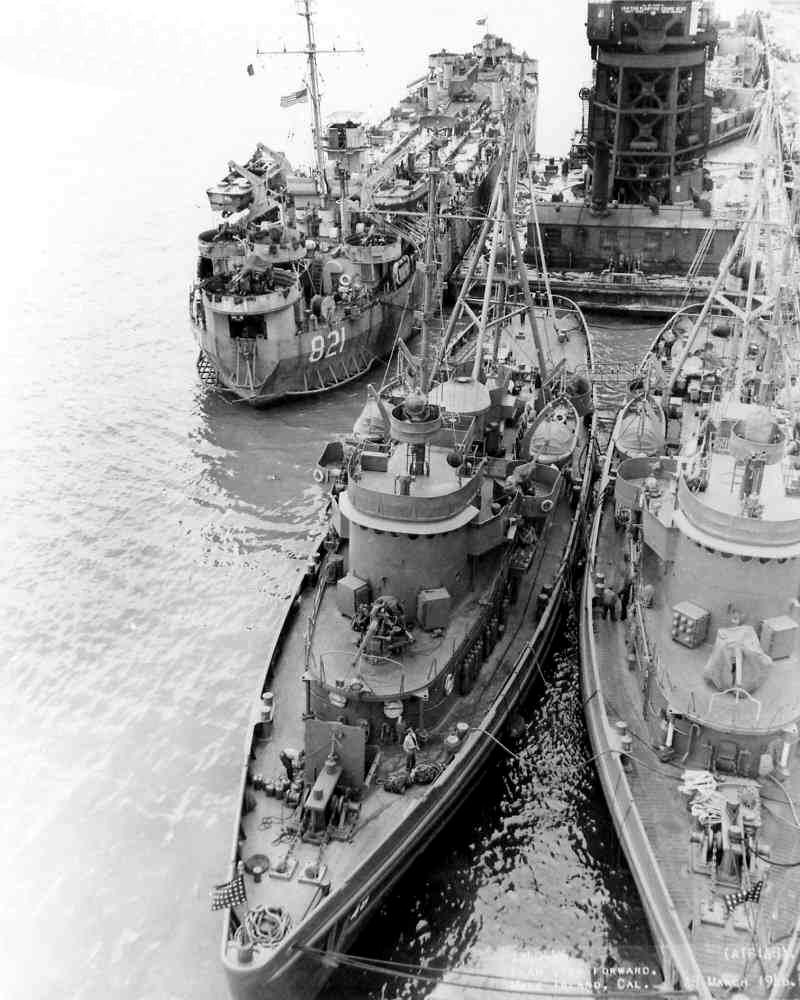
1946年3月28日，梅尔岛海军造船厂，美国海军哈尼特县号（LST-821）靠泊（左），艾可玛维号舰队远洋拖船（下）及门西号舰队远洋拖船（右）同时靠泊于其周围。

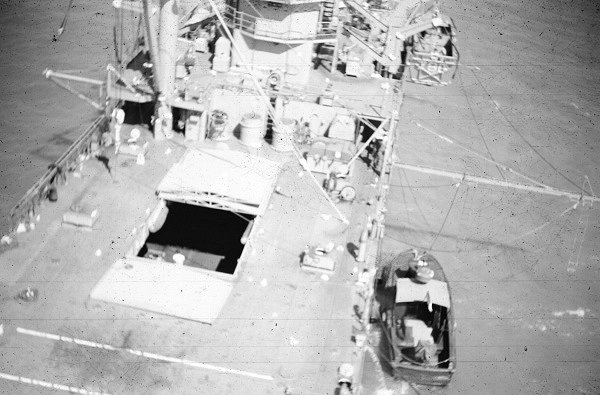
从一架隶属海军第三攻击直升机中队（HAL-3）的“海狼”UH-1B型炮艇机上拍摄的哈尼特县号坦克登陆舰。